# Igazságügyi Orvosi Tanács
Az Igazságügyi Orvosi Tanács a Magyar Királyságban az 1890. XI. t.-c. által alapított orvosszakértői testület volt, amely indokolt szakvélemény nyilvánítása útján, az igazságügyi minisztérium és a bíróságok teendőiben segédkezni volt hivatott. A büntető jogszolgáltatás terén különösen hozzá tartozott az eléje terjesztett orvosi szakvéleményeknek a felülvizsgálása, amit azelőtt az országos közegészségi tanács és a tudományegyetemek orvosi karai - egyéb elfoglaltságuk mellett csak mellékesen - teljesítettek. 

## Feladatai
A Tanács feladatai a következők voltak:
- az igazságügyi miniszter felhívására, szakvélemény adása az igazságügyi kormányzat és a törvénykezés terén felmerülő kérdésekben, a közegészségügyhöz tartozók kizárásával.

Ezenfelül különösen:
- a) felülvizsgálása azon orvosi szakvéleményeknek, melyeket az igazságügyi hatóságok és a bíróságok ezen tanács elé terjesztenek;
- b) véleményadás orvosok által elkövetett és a bíróságok eljárását igénylő műhibák felett;
- c) véleményadás az orvosi díjszámlák megállapítása iránt a bíróságok előtt folyamatban levő ügyekben;
- d) véleményadás törvényszéki, vagy fogházorvosi állomások betöltésénél, a folyamodók szakképzettsége felett;
- e) kiválóan fontos esetekben orvos-törvényszéki vizsgálatnak közvetlen teljesítése;
- f) közreműködés a törvényszéki orvosi vizsgákon;
- g) felülvizsgálása az igazságügyi szervezetben alkalmazott állami tisztviselők és szolgák egészségi állapotának a szolgálatképesség tekintetében.[1]

## Összetétele
Élén az uralkodó által kinevezett elnök és az igazságügyi miniszter által kinevezett egy alelnökből, valamint legfeljebb 20 "előadó rendes" tagból állt.  A kinevezés 3 évre szólt, de ismételt kinevezésnek helye lehetett. A Tanács folytonosan működött.